# Arlequin
Arlequin (estilizado como ΛrlequiΩ), também conhecida como Arurukan (アルルカン) é uma banda japonesa de rock visual kei formada em 2013. O conceito da banda é ser a próxima geração do Nagoya kei. Formada por Aki, Kuruto, Nao e Shohei, lançaram cinco álbuns de estúdio até hoje.
O portal de notícias Real Sound mencionou que o Arlequin e o Dezert possuem potencial para ser "a gigante dupla" da nova geração do visual kei, assim como foi com X Japan e Luna Sea na primeira geração, por exemplo.

## Carreira
A banda começou em 26 de outubro de 2013 e cresceu rapidamente: os ingressos de seu primeiro show ao vivo esgotaram e seu primeiro single auto intitulado "Arlequin" alcançou a sétima posição nas paradas da Oricon Singles Chart. No dia 23 de abril do ano seguinte, lançaram o single "Stella".
Em abril de 2016, Arlequin anunciou seu segundo álbum de estúdio, Utopia, previsto para 8 de junho acompanhado de uma grande turnê entre 47 prefeituras do Japão. No mês do lançamento, Aki teve se ausentar da turnê e pausar as atividades devido a uma inflamação das cordas vocais. Ele recuperou-se e voltou aos palcos cerca de um mês depois. Lançaram o EP "Bless" em 29 de agosto de 2018.
Em 19 de agosto de 2020 lançaram seu terceiro álbum The laughing man. Após certo tempo sem fazer shows devido a pandemia de Covid-19, o Arlequin realizou seu primeiro show em 8 meses em outubro em Shibuya, e nele anunciou o lançamento de um álbum de grandes êxitos com canções votadas pelos fãs.
Arlequin sediou o evento So no Sekai em 27 de agosto de 2022 na casa de shows Namba Hatch, que contou com a participação de Kizu, D'erlanger, Plastic Tree, Dezert, Amai Bouryoku e Hazuki. Em 2 setembro, a banda perdeu qualquer contato com o baterista. Arlequin resolveu adiar os três primeiros shows de sua turnê de 9° aniversário, porém eles recuperaram contato no dia 5. Em 24 de outubro fizeram um show com Deadman em Shinjuku Blaze.
Já em 20 de janeiro de 2023, Tamon reportou que estava indo para o hospital por conta de uma febre e a banda perdeu contato com ele novamente. Após ele se ausentar de dois eventos nos dias 21 e 22, foi expulso da banda no dia 23. Em fevereiro de 2023, o tabloide Shūkan Bunshun revelou que Kuruto estava sob investigação policial, acusado de abusar sexualmente da namorada de Shohei em julho de 2021. Quatro meses depois, o caso foi descartado.

## Influências
As influências de Arlequin são artistas do movimento Nagoya kei como Kuroyume, Laputa, lynch. e etc, já que se intitulam "próxima geração do Nagoya kei", como afirmado pelo guitarrista Nao.

## Membros
- Aki (暁) - vocais
- Kuruto (來堵) - guitarra
- Nao (奈緒)  - guitarra
- Shohei (祥平) - baixo

Ex membros
- Tamon (堕門) - bateria

## Discografia
Álbuns
| Título                     | Lançamento              | Posição na Oricon |
| -------------------------- | ----------------------- | ----------------- |
| Nia ikōru (ニア・イコール) | 12 de novembro de 2014  | 23                |
| Utopia                     | 8 de junho de 2016      | 27                |
| Bless                      | 29 de agosto de 2018    | 34                |
| The laughing man           | 19 agosto de 2020       | 68                |
| pieces                     | 24 de fevereiro de 2021 | -                 |
| Monster                    | 9 de fevereiro de 2022  | -                 |
| Dystopia                   | 5 de abril de 2023      | -                 |